# Chauveau Point
Der Chauveau Point (französisch Pointe Chauveau; in Chile Punta Tapia) ist eine Landspitze, die das südwestliche Ende der Insel Liège Island im westantarktischen Palmer-Archipel markiert.
Kartiert und benannt wurde das Kap bei der Vierten Französischen Antarktisexpedition (1903–1905) unter der Leitung Jean-Baptiste Charcots. Charcot benannte es nach A. Benjamin Chauveau von Météo-France in Paris. Namensgeber der chilenischen Benennung ist der Seemann Hermegildo Tapia Sáez, der an der Reparatur der Stromgeneratoren der Piloto Pardo für deren Einsatz bei der 16. Chilenische Antarktisexpedition (1961–1962) beteiligt war.